# Intercession de la Mère de Dieu

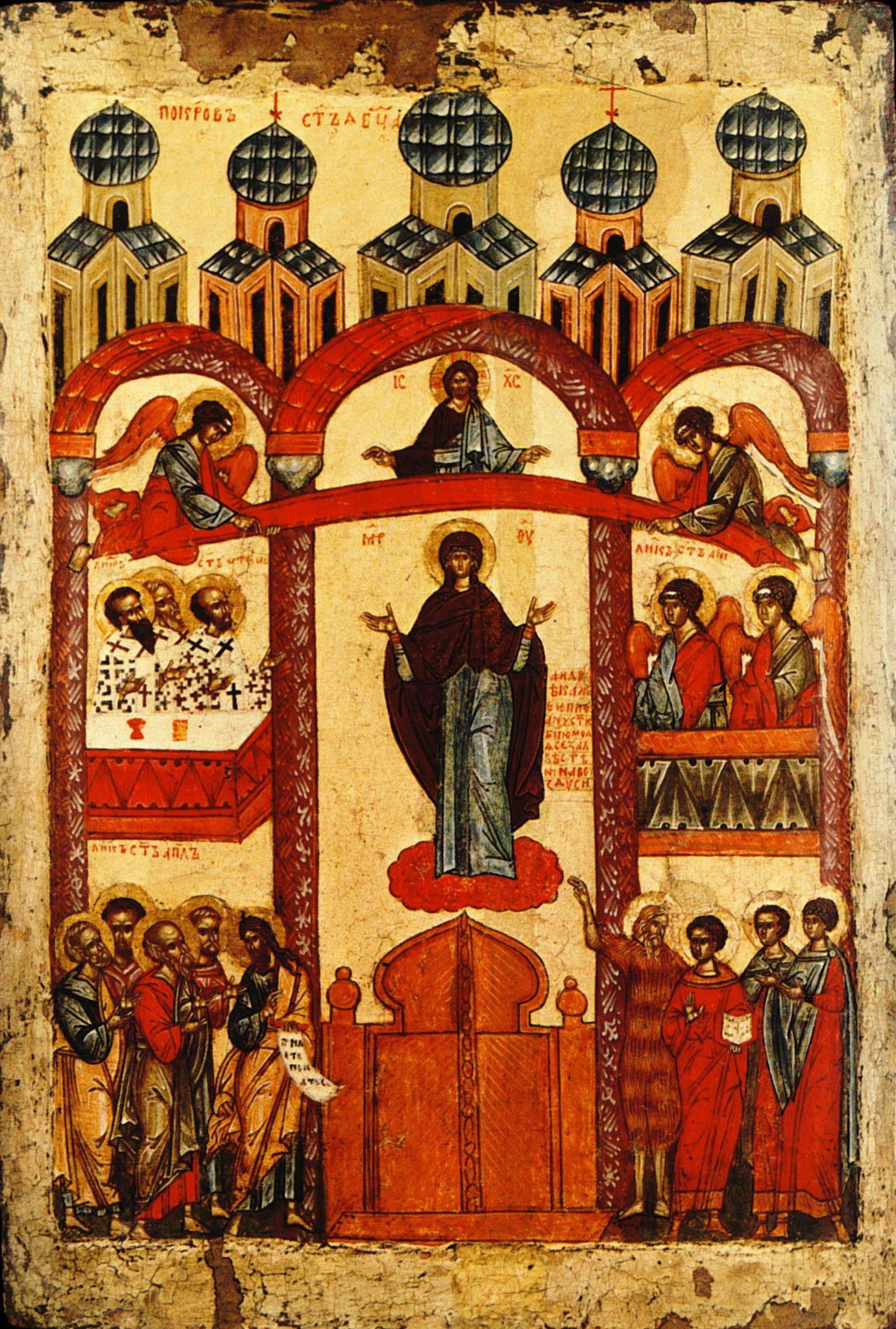
Icône de la Protection de la Mère de Dieu, école de Nijni Novgorod, entre 1401 et 1425 (galerie Tretiakov).

La fête de l'Intercession de la Mère de Dieu, ou Protection de la Mère de Dieu, est une fête du calendrier liturgique byzantine, en usage surtout dans les Églises ukrainiennes et, plus généralement, slaves.
Elle commémore l'apparition, en 910, de la Sainte Vierge dans l'église des Blachernes, à Constantinople. Elle est fêtée le 1er octobre (en Grèce le 28 octobre).

## Voir aussi

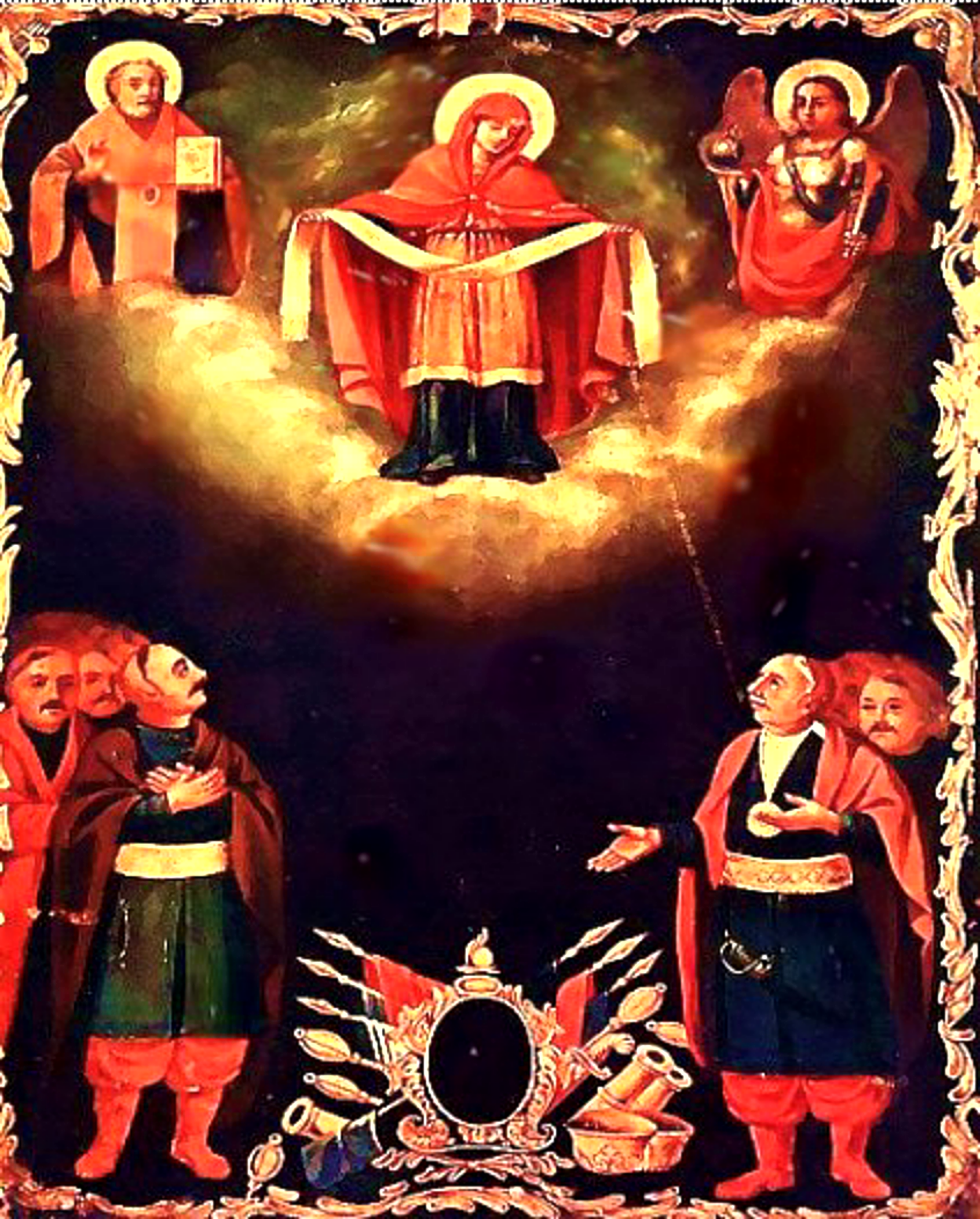
Icône de l'intercession auprès de cosaques (XVIIIe siècle), Petro Kalnychevsky est en bas à droite.